# Gladiol
Els gladiols (Gladiolus), són un gènere de plantes angiospermes de la família de les iridàcies. Són natives d'Europa, Àfrica i l'oest d'Àsia.
Algunes espècies d'aquest gènere són molt apreciades com a plantes ornamentals i hi ha moltes varietats cultivars, la majoria d'espècies africanes.

## Etimologia
El mot gladiol deriva del llatí gladiolus, espaseta. Aplicat a la planta a causa de la forma de la flor.

## Descripció
Són plantes vicaces que disposen d'un corm subterrani que permet a la planta rebrotar després de períodes desfavorables.

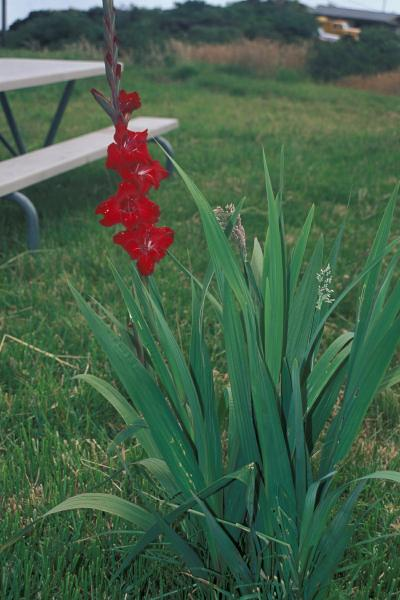
Gladiolus spp.

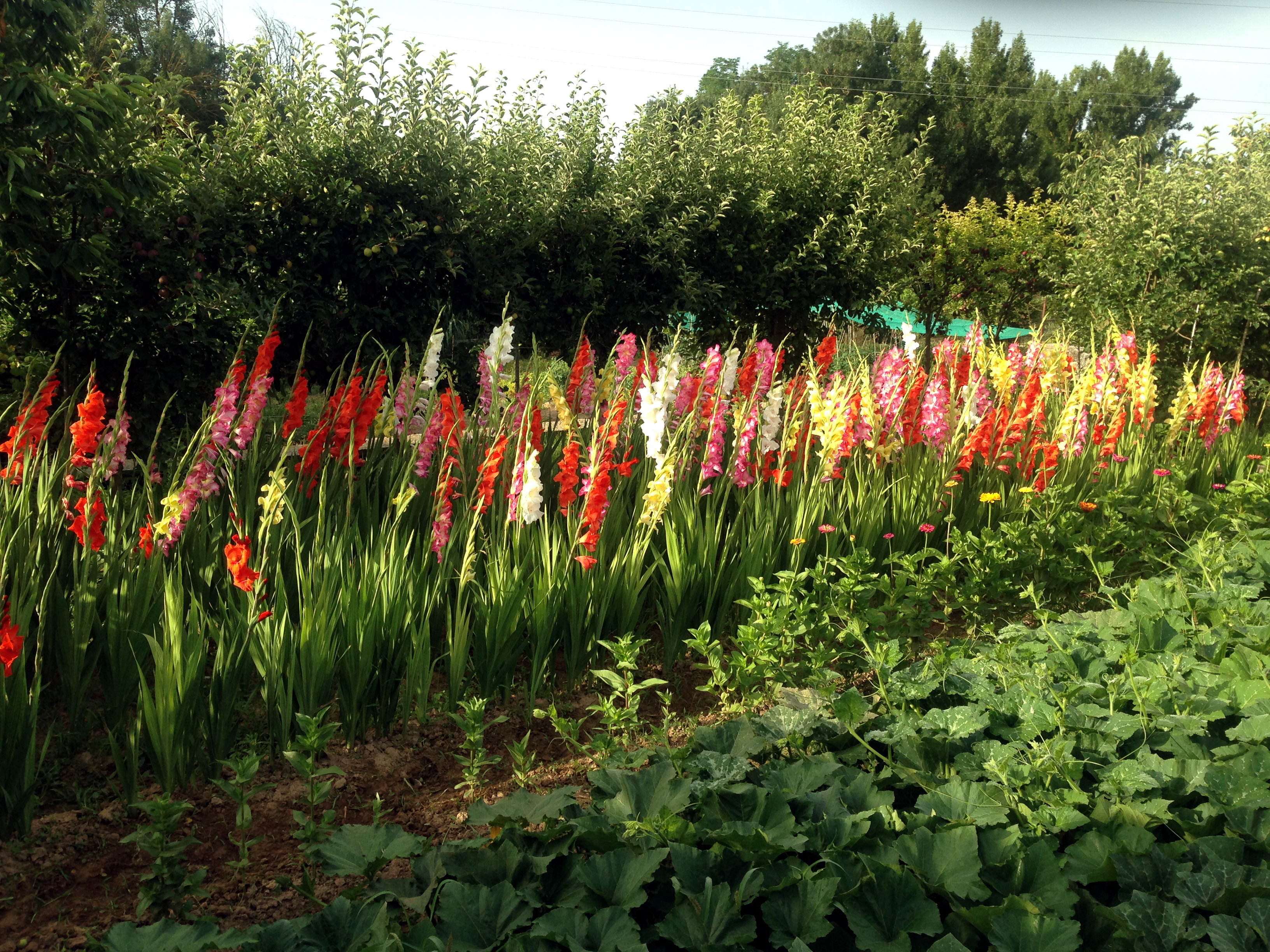
Florida de gladiols cultivats a Torà (Segarra)

## Taxonomia
Aquest gènere va ser publicat per primer cop l'any 1753 a l'obra Species Plantarum de Carl von Linné (1707-1778).

### Espècies
Dins d'aquest gènere es reconeixen les següents 290 espècies:
- Gladiolus abbreviatus Andrews
- Gladiolus abyssinicus (Brongn. ex Lem.) B.D.Jacks.
- Gladiolus actinomorphanthus P.A.Duvign. & Van Bockstal
- Gladiolus acuminatus F.Bolus
- Gladiolus aequinoctialis Herb.
- Gladiolus aladagensis Eker & Sagiroglu
- Gladiolus alatus L.
- Gladiolus albens Goldblatt & J.C.Manning
- Gladiolus amplifolius Goldblatt
- Gladiolus anatolicus (Boiss.) Stapf
- Gladiolus andringitrae Goldblatt
- Gladiolus angustus L.
- Gladiolus antakiensis A.P.Ham.
- Gladiolus antandroyi Goldblatt
- Gladiolus antholyzoides Baker
- Gladiolus appendiculatus G.J.Lewis
- Gladiolus aquamontanus Goldblatt
- Gladiolus arcuatus Klatt
- Gladiolus atropictus Goldblatt & J.C.Manning
- Gladiolus atropurpureus Baker
- Gladiolus atroviolaceus Boiss.
- Gladiolus attilae Kit Tan, B.Mathew & A.Baytop
- Gladiolus aurantiacus Klatt
- Gladiolus aureus Baker
- Gladiolus balensis Goldblatt
- Gladiolus baumii Harms
- Gladiolus bellus C.H.Wright
- Gladiolus benguellensis Baker
- Gladiolus bilineatus G.J.Lewis
- Gladiolus blommesteinii L.Bolus
- Gladiolus bojeri (Baker) Goldblatt
- Gladiolus boranensis Goldblatt
- Gladiolus brachyphyllus F.Bolus
- Gladiolus brevifolius Jacq.
- Gladiolus brevitubus G.J.Lewis
- Gladiolus buckerveldii (L.Bolus) Goldblatt
- Gladiolus bullatus Thunb. ex G.J.Lewis
- Gladiolus × byzantinus Mill.
- Gladiolus caeruleus Goldblatt & J.C.Manning
- Gladiolus calcaratus G.J.Lewis
- Gladiolus calcicola Goldblatt
- Gladiolus canaliculatus Goldblatt
- Gladiolus candidus (Rendle) Goldblatt
- Gladiolus cardinalis Curtis
- Gladiolus carinatus Aiton
- Gladiolus carmineus C.H.Wright
- Gladiolus carneus D.Delaroche
- Gladiolus caryophyllaceus (Burm.f.) Poir.
- Gladiolus cataractarum Oberm.
- Gladiolus caucasicus Herb.
- Gladiolus ceresianus L.Bolus
- Gladiolus chelamontanus Goldblatt
- Gladiolus chevalierianus Marais
- Gladiolus clivorum Goldblatt & J.C.Manning
- Gladiolus communis L.
- Gladiolus comptonii G.J.Lewis
- Gladiolus crassifolius Baker
- Gladiolus crispulatus L.Bolus
- Gladiolus cruentus T.Moore
- Gladiolus cunonius (L.) Gaertn.
- Gladiolus curtifolius Marais
- Gladiolus curtilimbus P.A.Duvign. & Van Bockstal ex S.Córdova
- Gladiolus cylindraceus G.J.Lewis
- Gladiolus dalenii Van Geel
- Gladiolus davisoniae F.Bolus
- Gladiolus debeerstii De Wild.
- Gladiolus debilis Ker Gawl.
- Gladiolus decaryi Goldblatt
- Gladiolus decoratus Baker
- Gladiolus delpierrei Goldblatt
- Gladiolus densiflorus Baker
- Gladiolus deserticola Goldblatt
- Gladiolus dichrous (Bullock) Goldblatt
- Gladiolus diluvialis Goldblatt & J.C.Manning
- Gladiolus dolichosiphon Goldblatt & J.C.Manning
- Gladiolus dolomiticus Oberm.
- Gladiolus dubius Guss.
- Gladiolus dzavakheticus Eristavi
- Gladiolus ecklonii Lehm.
- Gladiolus elliotii Baker
- Gladiolus emiliae L.Bolus
- Gladiolus engysiphon G.J.Lewis
- Gladiolus equitans Thunb.
- Gladiolus erectiflorus Baker
- Gladiolus exalatus Goldblatt & Blittersd.
- Gladiolus exiguus G.J.Lewis
- Gladiolus exilis G.J.Lewis
- Gladiolus fenestratus Goldblatt
- Gladiolus ferrugineus Goldblatt & J.C.Manning
- Gladiolus filiformis Goldblatt & J.C.Manning
- Gladiolus flanaganii Baker
- Gladiolus flavoviridis Goldblatt
- Gladiolus floribundus Jacq.
- Gladiolus fourcadei (L.Bolus) Goldblatt & M.P.de Vos
- Gladiolus gallaecicus Pau ex J.-M.Tison & Girod
- Gladiolus geardii L.Bolus
- Gladiolus goldblattianus Geerinck
- Gladiolus gracilis Jacq.
- Gladiolus gracillimus Baker
- Gladiolus grandiflorus Andrews
- Gladiolus grantii Baker
- Gladiolus gregarius Welw. ex Baker
- Gladiolus griseus Goldblatt & J.C.Manning
- Gladiolus gueinzii Kunze
- Gladiolus gunnisii (Rendle) Marais
- Gladiolus guthriei F.Bolus
- Gladiolus hajastanicus Gabrieljan
- Gladiolus halophilus Boiss. & Heldr.
- Gladiolus hamzaoglui H.Duman, Sagiroglu & Teksen
- Gladiolus harmsianus Vaupel
- Gladiolus hirsutus Jacq.
- Gladiolus hollandii L.Bolus
- Gladiolus horombensis Goldblatt
- Gladiolus huillensis (Welw. ex Baker) Goldblatt
- Gladiolus humilis Stapf
- Gladiolus huttonii (N.E.Br.) Goldblatt & M.P.de Vos
- Gladiolus hyalinus Jacq.
- Gladiolus illyricus W.D.J.Koch
- Gladiolus imbricatus L.
- Gladiolus inandensis Baker
- Gladiolus inarimensis Guss.
- Gladiolus inflatus (Thunb.) Thunb.
- Gladiolus inflexus Goldblatt & J.C.Manning
- Gladiolus insolens Goldblatt & J.C.Manning
- Gladiolus intonsus Goldblatt
- Gladiolus involutus D.Delaroche
- Gladiolus iroensis (A.Chev.) Marais
- Gladiolus italicus Mill.
- Gladiolus izzet-baysalii Eker & Sagiroglu
- Gladiolus jonquilodorus Eckl. ex G.J.Lewis
- Gladiolus juncifolius Goldblatt
- Gladiolus kamiesbergensis G.J.Lewis
- Gladiolus karooicus Goldblatt & J.C.Manning
- Gladiolus kotschyanus Boiss.
- Gladiolus lapeirousioides Goldblatt
- Gladiolus laxiflorus Baker
- Gladiolus ledoctei P.A.Duvign. & Van Bockstal
- Gladiolus leonensis Marais
- Gladiolus leptosiphon F.Bolus
- Gladiolus × lewisiae Oberm.
- Gladiolus liliaceus Houtt.
- Gladiolus linearifolius Vaupel
- Gladiolus lithicola Goldblatt
- Gladiolus longicollis Baker
- Gladiolus longispathaceus Cufod.
- Gladiolus loteniensis Hilliard & B.L.Burtt
- Gladiolus lundaensis Goldblatt
- Gladiolus luteus Lam.
- Gladiolus macneilii Oberm.
- Gladiolus maculatus Sweet
- Gladiolus magnificus (Harms) Goldblatt
- Gladiolus malvinus Goldblatt & J.C.Manning
- Gladiolus manikaensis Goldblatt
- Gladiolus mariae Burgt
- Gladiolus marlothii G.J.Lewis
- Gladiolus martleyi L.Bolus
- Gladiolus meliusculus (G.J.Lewis) Goldblatt & J.C.Manning
- Gladiolus melleri Baker
- Gladiolus menitskyi Gabrieljan
- Gladiolus mensensis (Schweinf.) Goldblatt
- Gladiolus merianellus (L.) Thunb.
- Gladiolus meridionalis G.J.Lewis
- Gladiolus metallicola Goldblatt
- Gladiolus micranthus Stapf
- Gladiolus microcarpus G.J.Lewis
- Gladiolus microspicatus P.A.Duvign. & Van Bockstal ex S.Córdova
- Gladiolus miniatus Eckl.
- Gladiolus mirus Vaupel
- Gladiolus monticola Goldblatt & J.C.Manning
- Gladiolus mortonius Herb.
- Gladiolus mosambicensis Baker
- Gladiolus mostertiae L.Bolus
- Gladiolus muenzneri Vaupel
- Gladiolus murgusicus Mikheev
- Gladiolus murielae Kelway
- Gladiolus mutabilis G.J.Lewis
- Gladiolus negeliensis Goldblatt
- Gladiolus nerineoides G.J.Lewis
- Gladiolus nigromontanus Goldblatt
- Gladiolus nyasicus Goldblatt
- Gladiolus oatesii Rolfe
- Gladiolus ochroleucus Baker
- Gladiolus oliganthus Baker
- Gladiolus oligophlebius Baker
- Gladiolus oppositiflorus Herb.
- Gladiolus orchidiflorus Andrews
- Gladiolus oreocharis Schltr.
- Gladiolus ornatus Klatt
- Gladiolus osmaniyensis Sagiroglu
- Gladiolus overbergensis Goldblatt & M.P.de Vos
- Gladiolus paludosus Baker
- Gladiolus palustris Gaudin
- Gladiolus papilio Hook.f.
- Gladiolus pappei Baker
- Gladiolus pardalinus Goldblatt & J.C.Manning
- Gladiolus parvulus Schltr.
- Gladiolus patersoniae F.Bolus
- Gladiolus pauciflorus Baker ex Oliv.
- Gladiolus pavonia Goldblatt & J.C.Manning
- Gladiolus permeabilis D.Delaroche
- Gladiolus perrieri Goldblatt
- Gladiolus persicus Boiss.
- Gladiolus phoenix Goldblatt & J.C.Manning
- Gladiolus pole-evansii I.Verd.
- Gladiolus praecostatus Marais
- Gladiolus pretoriensis Kuntze
- Gladiolus priorii (N.E.Br.) Goldblatt & M.P.de Vos
- Gladiolus pritzelii Diels
- Gladiolus puberulus Vaupel
- Gladiolus pubigerus G.J.Lewis
- Gladiolus pulcherrimus (G.J.Lewis) Goldblatt & J.C.Manning
- Gladiolus pungens P.A.Duvign. & Van Bockstal ex S.Córdova
- Gladiolus pusillus Goldblatt
- Gladiolus quadrangularis (Burm.f.) Aiton
- Gladiolus quadrangulus (D.Delaroche) Barnard
- Gladiolus recurvus L.
- Gladiolus reginae Goldblatt & J.C.Manning
- Gladiolus rehmannii Baker
- Gladiolus rhodanthus J.C.Manning & Goldblatt
- Gladiolus richardsiae Goldblatt
- Gladiolus robertsoniae F.Bolus
- Gladiolus robiliartianus P.A.Duvign.
- Gladiolus rogersii Baker
- Gladiolus roseolus Chiov.
- Gladiolus roseovenosus Goldblatt & J.C.Manning
- Gladiolus rubellus Goldblatt
- Gladiolus rudis Licht. ex Roem. & Schult.
- Gladiolus rufomarginatus G.J.Lewis
- Gladiolus rupicola Vaupel
- Gladiolus saccatus (Klatt) Goldblatt & M.P.de Vos
- Gladiolus salmoneicolor P.A.Duvign. & Van Bockstal ex S.Córdova
- Gladiolus salteri G.J.Lewis
- Gladiolus saundersii Hook.f.
- Gladiolus saxatilis Goldblatt & J.C.Manning
- Gladiolus scabridus Goldblatt & J.C.Manning
- Gladiolus schweinfurthii (Baker) Goldblatt & M.P.de Vos
- Gladiolus scullyi Baker
- Gladiolus sekukuniensis P.J.D.Winter
- Gladiolus sempervirens G.J.Lewis
- Gladiolus serapiiflorus Goldblatt
- Gladiolus serenjensis Goldblatt
- Gladiolus sericeovillosus Hook.f.
- Gladiolus serpenticola Goldblatt & J.C.Manning
- Gladiolus somalensis Goldblatt & Thulin
- Gladiolus speciosus Thunb.
- Gladiolus splendens (Sweet) Herb.
- Gladiolus stefaniae Oberm.
- Gladiolus stellatus G.J.Lewis
- Gladiolus stenolobus Goldblatt
- Gladiolus stenosiphon Goldblatt
- Gladiolus stokoei G.J.Lewis
- Gladiolus subcaeruleus G.J.Lewis
- Gladiolus sudanicus Goldblatt
- Gladiolus sufflavus (G.J.Lewis) Goldblatt & J.C.Manning
- Gladiolus sulculatus Goldblatt
- Gladiolus × sulistrovicus Kaminski, Szczep. & Cieslak
- Gladiolus symonsii F.Bolus
- Gladiolus szovitsii Grossh.
- Gladiolus taubertianus Schltr.
- Gladiolus tenuis M.Bieb.
- Gladiolus teretifolius Goldblatt & M.P.de Vos
- Gladiolus trichonemifolius Ker Gawl.
- Gladiolus triphyllus (Sm.) Ker Gawl.
- Gladiolus tristis L.
- Gladiolus tshombeanus P.A.Duvign. & Van Bockstal
- Gladiolus uitenhagensis Goldblatt & Vlok
- Gladiolus undulatus L.
- Gladiolus unguiculatus Baker
- Gladiolus usambarensis Marais ex Goldblatt
- Gladiolus uysiae L.Bolus ex G.J.Lewis
- Gladiolus vaginatus F.Bolus
- Gladiolus vandermerwei (L.Bolus) Goldblatt & M.P.de Vos
- Gladiolus variegatus (G.J.Lewis) Goldblatt & J.C.Manning
- Gladiolus varius F.Bolus
- Gladiolus velutinus De Wild.
- Gladiolus venustus G.J.Lewis
- Gladiolus verdickii De Wild. & T.Durand
- Gladiolus vernus Oberm.
- Gladiolus vexillare Martelli
- Gladiolus vigilans Barnard
- Gladiolus vinosomaculatus Kies
- Gladiolus violaceolineatus G.J.Lewis
- Gladiolus virescens Thunb.
- Gladiolus virgatus Goldblatt & J.C.Manning
- Gladiolus virgineus Goldblatt & J.C.Manning
- Gladiolus viridiflorus G.J.Lewis
- Gladiolus watermeyeri L.Bolus
- Gladiolus watsonioides Baker
- Gladiolus watsonius Thunb.
- Gladiolus wilsonii (Baker) Goldblatt & J.C.Manning
- Gladiolus woodii Baker
- Gladiolus zambesiacus Baker
- Gladiolus zimbabweensis Goldblatt